# السودان الإنجليزي المصري
السودان الإنجليزي  كان اسماً سابقاً للسودان الحالي في فترة الاحتلال الإنجليزي  للسودان بين عامي 1899 و1956. شهدت هذه الفترة إرساء أركان الدولة الحديثة في السودان وشكلت المشهد السياسي السوداني المعاصر إلى حد كبير. ومهدت للحرب الأهلية التي أدت لانفصال الجنوب في 2011.

## خلفية تاريخية

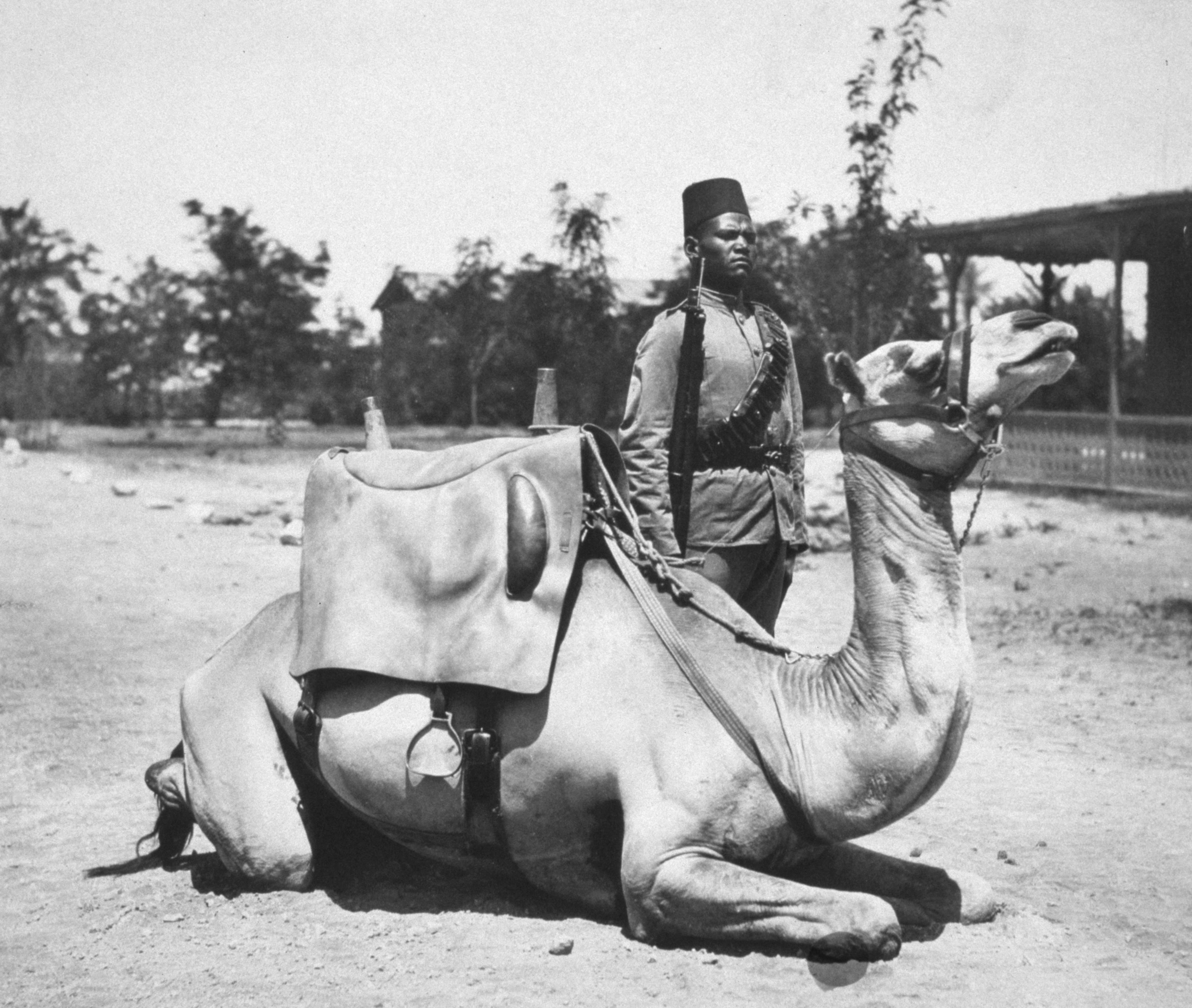
جندي مصري أثناء حقبة الإنجليز

### التركية السابقة 1821- 1883
في عام 1820 في عهد محمد على باشا حاكم مصر العثماني(التركي) قام إسماعيل كامل باشا بن محمد علي بغزو البلاد وكان جيشه يتكون أساساً من الاتراك والبوشناق من البوسنة والألبان والمغاربة والهنود والعربان كما استخدم العبابدة لشهرتهم في معرفة الدروب
وكان الجندي المصري هو الكفؤ الذي استطاع ان يؤثر في الحملة وقام الجنود المصريين بلانتصار على العبيد انتهت الحرب في عام 1822 بانتصار قوات إسماعيل باشا سابقة الذكر، وضمت أجزاء واسعة من السودان الشمالي والأوسط بما فيه مملكة سنار ما عدا دارفور للحكم الخديوى. عرفت تلك الفترة عند السودانيين بالتركية السابقة.
قام الخديو إسماعيل ابن إبراهيم باشا بن محمد علي باستكمال فتوحات جده في السودان واستطاع ضم المناطق الاستوائية حتى أوغندا بحلول عام 1875. وقام الزبير باشا أحد تجار (الرقيق) وحاكم بحر الغزال في عام 1873م، بغزو دارفور وضمها لأملاك الخديوي في وقت لاحق.

### الثورة المهدية 1883- 1899
في العام 1880 قامت الثورة المهدية في السودان مدفوعة بمثالب الحكم التركي واعوانه من المصريين وفساد موظفيه، وبدأت مسيرتها بعدة انتصارات محدودة اتسعت بسرعة بعدد من المعارك الكبيرة منها معركة شيكان (نعركة الابيض) الشهيرة والتي تم القضاء فيها على هكس باشا وجنوده من المصريين الإنجليز، وأخيراً فتحوا مدينة الخرطوم، وقضوا على تشارلز جورج غوردون لتنتهي بذلك فترة السيطرة التركيه على السودان.
كانت الأحوال في السودان سيئة في فترة عبد الله التعايشي الذي خلف المهدي في عام 1885 ودخل التعايشي في حروب داخلية وخارجية كثيرة كالحرب ضد الحبشة ومحاولة غزو مصر التي كانت قد صارت مستعمرة بريطانية بصورة رسمية في ذلك الوقت، ولم تتمكن قواته من هزيمة الجيش البريطاني. يشير البريطانيون للمهديين بلفظ الدراويش.

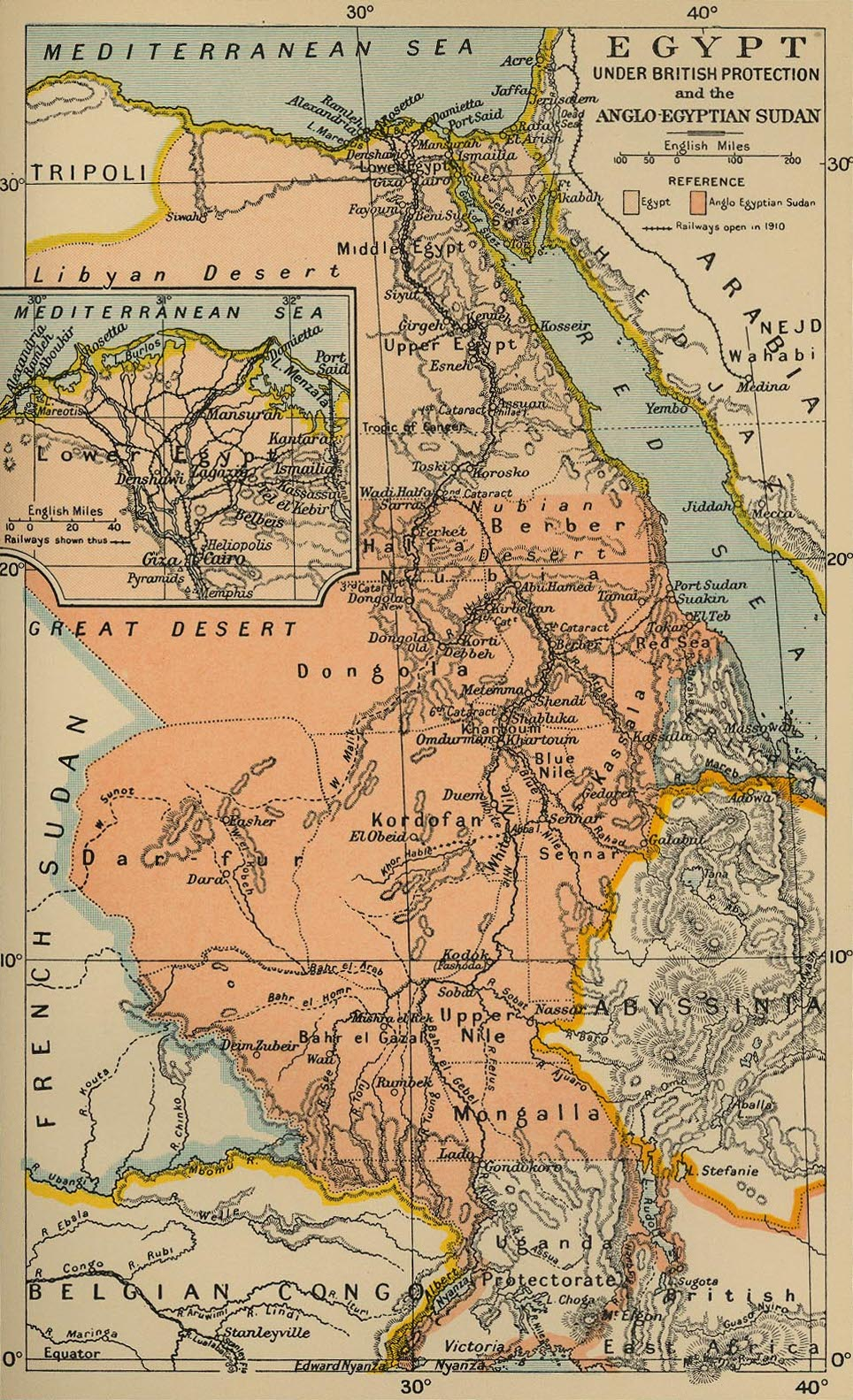
خريطة السودان الأنجلو مصري

عام 1896 أنذرت الحكومة البريطانية فرنسا من الزحف في اتجاه السودان، بعثة عسكرية مشتركة مع مصر لاحتلال السودان وكان قائد الحملة اللورد هربرت كتشنر وقد هزم قوات الخليفة عبد الله التعايشي في أم درمان في 2 سبتمبر 1898 وسقطت الخرطوم في يد القوات الغازية وانتهت الدولة المهدية. بنهاية عام 1900 اكتمل بسط السيطرة على كامل كردفان وتركت دارفور تحت حكم علي دينار الذي احتفظ بعلاقات طيبة مع الحكومة المركزية حتى قرب قيام الحرب العالمية الأولى.

## حملة دنقلا
بعد استقرار الأحوال في مصر وتحسن الاقتصاد تحت الحماية البريطانية وإعادة تنظيم الجيش المصري قررت الحكومة البريطانية في 12 مارس 1896 إرسال بعثة عسكرية لإعادة احتلال مديرية دنقلا بدعوى تخفيف الضغط عن الإيطاليين في كسلا في شرق السودان. إلا أن الهدف الأرجح هو مخاوف البريطانيين من احتلال الفرنسيين للسودان مع توارد أنباء عن تحرك قوات فرنسية من الكونغو بقيادة الميجر مارشاند (أنظر حادثة فشودة أدناه).
لم تتم استشارة المصريين في الامر رغم أن المهمة قد أسندت للجيش المصري بقيادة كتشنر الذي تلقى تعليماته من اللورد كرومر مباشرة ودون أي تدخل من وزارة الحربية المصرية.

### الموقف العسكري
كان ميزان القوة يميل للقوات الغازية بشكل كبير. إذ تتفوق على قوات المهدية في التدريب والعتاد والسلاح الناري. وكانت العقبة الأساسية أمامها هي طول خطوط الإمداد في أراضي العدو. أما بالنسبة للمهديين فقد تفوقوا عددياً واشتهروا بالإقدام الكبير وباستعدادهم للموت في سبيل قضيتهم والجنة التي وعدهم بها المهدي وخليفته. وكان أملهم الوحيد في النصر هو استغلال طبيعة الأرض لصالحهم وضرب خطوط الإمداد. بلغت قوات المهدية 10000 مقاتل في دنقلا تحت قيادة محمود بشارة وقوة من 2000 مقاتل تتمركز في صواردة بقيادة حمودة إدريس.
بلغت خطوط إمداد كتشنر أكثر من 800 ميل قبل مغادرته لصرص آخر محطات الجيش المصري جنوباً. وتنوعت وسائل نقله بين السكك الحديدية والبواخر النيلية والقوارب الشراعية.

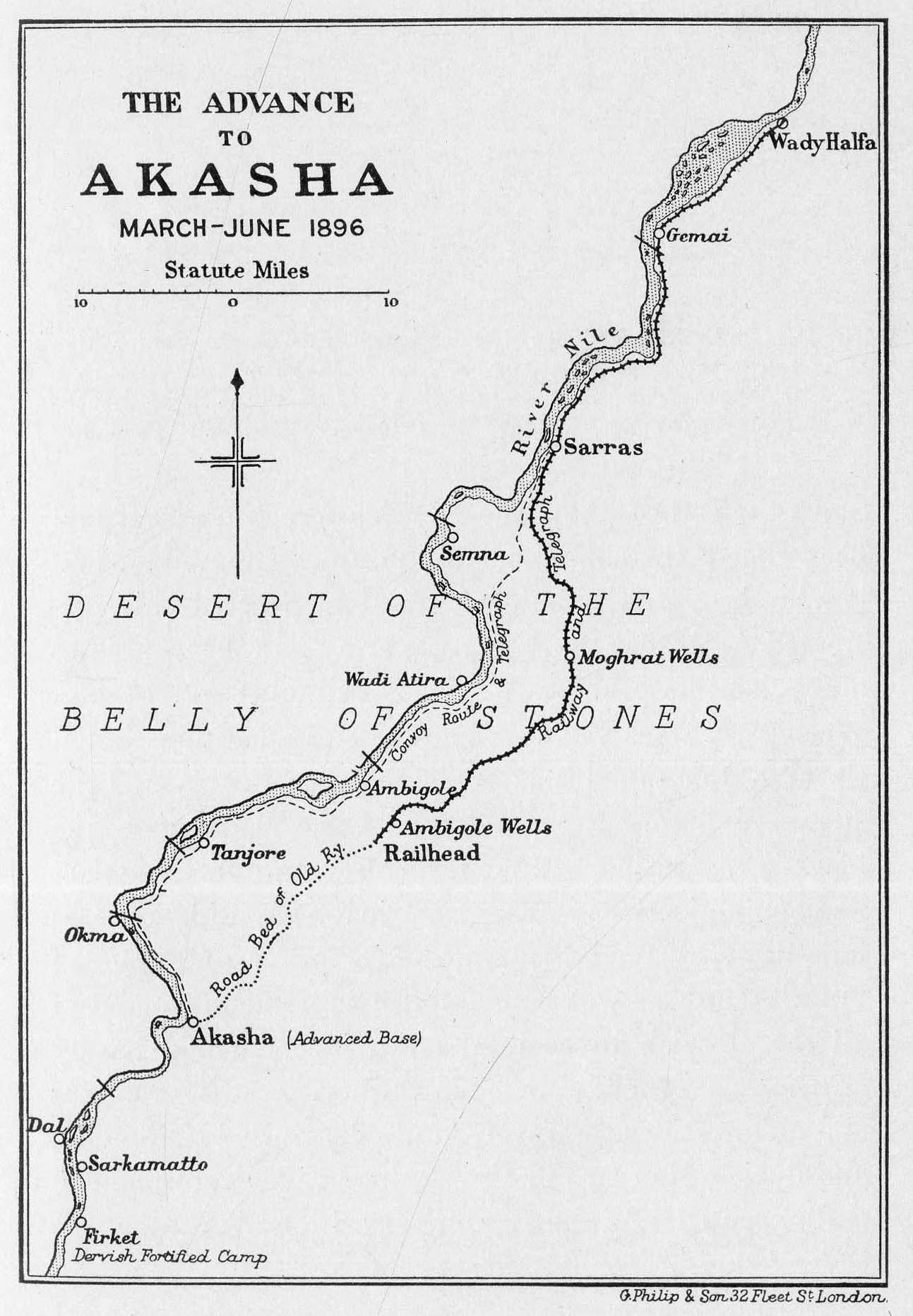

### خطة الغزو
قرر كتشنر التقدم في شكل وثبات أو مراحل: تبدأ بحشد القوات ثم التقدم والهجوم ثم التمركز مجددا ومد خطوط الإمداد ثم حشد القوات والتقدم ثانية.
فصلت بين قوات الغزو في صرص وقوات المهدية في صواردة حوالي المائة ميل من الأراضي الجرداء الوعرة التي تعرف ببطن الحجر التي تبادل الجانبان إرسال الأطواف إليها.

### احتلال عكاشة
أرسل كتشنر في 18 مارس 1896 طابورا صغيرا قام باحتلال عكاشة في منتصف المسافة تقريبا بين القوتين. وسرعان ما حولها لمعسكر حصين بدأ حشد قواته فيه. وسير الأطواف بينه وبين صرص لحماية طريق القوافل في نفس الوقت الذي عمل فيه على مد خط السكة الحديدية من صرص. وعملت كتيبة من 800 رجل على الخط الحديدي الذي تقد ببطء حتى وصل أمبكول على بعد 22 ميلا شمال عكاشة في 21 مايو.

### احتلال فركة
بلغت قوات كتشنر في عكاشة 9000 جندي وشن بهم هجوماً خاطفا على فركة -أخفاه بعناية فائقة- من محورين: محور النهر ليقوم بهجوم مباشر ومحور الصحراء ليهجم من الجناح ويقطع طريق الفرار على المهديين.
بدأت معركة فركة في صباح 7 يونيو 1896 وفوجئ المهديون تماماً. قاتل المهديون بشجاعة إلا أن المعركة انجلت عن 1000 قتيل من جانبهم وأسر 600 مقابل 22 قتيلا و91 جريحا من الغزاة.

### الوباء والرحيل إلى كوشة
بعد احتلال فركة انتظر كتشنر بصبر وصول الخط الحديدي الذي وصل عكاشة في 26 يونيو 1896 وبعدها بشهر إلى فركة. في هذه الأثناء ضرب وباء الكوليرا قوات كتشنر ومات فيه 919 رجل. وارتحل الجيش إلى كوشة فرارا من الوباء ثم توغلوأ في الصحراء حتى إنقضى الوباء.

### الأسطول النهري
كان بحلفا قبل الغزو أربعة زوارق مدفعية وثلاث بواخر غير مدرعة كانت تستخدم في الأطواف على النيل جنوب حلفا فيما تلى حملة إنقاذ غوردون عام 1885. لاستخدامها في الغزو كان لا بد من عبور الشلال الثاني وهو مالم يكن ممكنا إلا في موسم فيضان النيل الذي يصل قمته في سبتمبر. في منتصف أغسطس ارتفع النيل بما يكفي لعبور الشلال. واشترك 1500 رجل في سحب الأسطول عبر المضيق.
طلب كتشنر ثلاثة زوارق مدفعية أكبر من إنجلترا. وصل اولها مفككا إلى كوشة في أغسطس وجمع هناك وسمي الظافر.

### موقعة الحفير
تقدم كتشنر وحشد قواته في أبو صاري 55 ميلا جنوبي كوشة وقد بلغ تعداد القوات 13000 جندي و22 مدفع وأربعة زوارق مدفعية. ومن ثم تقدم إلى فريق ووصلها يوم 12 سبتمبر ثم تقدم إلى كرمة يوم 19 سبتمبر 1896 ليجد أن قوات المهدية قد تحصنت بالحفير في الضفة المقابلة لمنع الجيش الغازي من عبور النهر في طريقه إلى دنقلا. وقد حاول كتشنر دك الموقع باستخدام مدفعية زوارقه ومدافعه من الضفة الأخرى إلا أنها لم تؤثر بما يذكر في مواقع المهديين الحصينة.
لجأ كتشنر إلى الحيلة وأشاع أنه سيتقدم بالزوارق لاحتلال دنقلا دون عبور النهر. وأكد ذلك بإرسال زوارقه لتتقدم تحت نيران المهديين. أثرت الشائعة في معنويات المهديين وانسحبوا خلال الليل بلا قتال نحو دنقلا. وعبر كتشنر النهر بلا مقاومة.

### احتلال دنقلا ومروي
كانت دنقلا هي آخر المواقع الحصينة في المديرية ولا يمكن الدفاع أو التحصن في أي موقع آخر إن سقطت. إلا أن الأنصار أدركوا ألا فرصة لهم بالنصر وانسحبوا مرة أخرى بدون قتال وتشتت قواتهم في الصحراء حيث عانوا كثيرا ومات منهم الكثيرون عطشا في الطريق إلى المتمة عبر الصحراء وأسر 3000 منهم أثناء الانسحاب.
احتلت مروي بلا مقاومة أيضاً وبدأ إنشاء إدارة مدنية في المديرية. وأنشات حاميات عسكرية في دنقلا والخندق والدبة وكورتي ومروي. كلفت الحملة 715 ألف جنيه مصري وخسر الغزاة 47 قتيلا في المعارك و122 جريحا فقط واستعادوا 450 ميلا من النيل.

## حملة أم درمان
شجعت نتائج حملة دنقلا على إتخاذ القرار بإعادة احتلال السودان وإنهاء حكم الخليفة. وعاد كتشنر إلى السودان في ديسمبر من عام 1896 بتفويض من حكومته للتقدم إلى أم درمان. واجه الجيش الغازي نفس التحدي السابق: خطوط الإمداد. حيث تبعد أمدرمان 503 ميلا عن مروي أقصى نقطة وصلها الجيش وتوجد ثلاثة شلالات على النيل قبل أم درمان.

### خط السكة حديد
قرر كتشنر مد الخط من حلفا عبر الصحراء إلى أبوحمد ومن ثم إلى بربر ثم أم درمان. بدلاً عن تتبع النيل إلى دنقلا ثم من كورتي إلى المتمة ثم أم درمان. وبلغت المسافة 200 ميل بين أبوحمد وحلفا في صحراء محرقة خالية من الماء. ورغم أن العمل قد بدأ رسميا على الخط في يناير 1897 إلا أنه لم يحرز تقدما إلا بعد إكمال الخط الأول إلى دنقلا في شهر مايو من نفس العام وتحويل القوات العاملة عليه إلى الخط الجديد. وحالف كتشنر الحظ في العثور على المياه في نقطتين على الطريق. وتقدم العمل بسرعة كبيرة حيث قطع نصف المسافة بحلول منتصف يوليو ثم توقف بانتظار احتلال أبو حمد قبل التقدم. وهنا قام المهديون بخطأ كبير إذ لم يحاولوا ولو لمرة واحدة تخريب الخط أو تأخير العمل وهو ما كان كفيلاً بإعاقة تقدم الغزاة بشكل كبير.

### مذبحة المتمة
وصل جيش الغرب لأمدرمان في مايو 1897 بقيادة محمود ود أحمد وأذن له الخليفة في التقدم إلى المتمة في يونيو واستدعي عبد الله ود سعد كبير الجعليين للقاء الخليفة وإعلامه بالأمر وطلب منه أن يخلي المتمة للجيش. عاد عبد الله إلى المتمة واجتمع للتشاور مع شيوخ قبيلته واتفقوا على تحدي الخليفة ورفضوا إخلاء المتمة وشرعوا في تحصينها وأرسلوا إلى الجيش الغازي في طلب العون في 24 يونيو 1897. استجاب كتشنر بألف ومائة بندقية رمنجتون إلا أنها لم تصل في الوقت المناسب.
وصل جيش محمود البالغ 10000 مقاتل إلى المتمة في 30 يونيو 1897 وحاول الجعليون التصدي له بأقل من ألفي مقاتل يحملون القليل من البنادق. وانتهت المعركة سريعاً وقام الجيش باستباحة المتمة وقتل السكان والمقاومين. عرفت الحادثة في التراث الشعبي بـ «كتلة عبد الله ود سعد».

### احتلال أبو حمد
أرسل كتشنر طابورا طائرا بقيادة الجنرال هنتر من مروي لاحتلال أبو حمد تكون من 3600 جندي وتحركوا مساء 29 يوليو 1897. كان للمهديين حامية صغيرة من 700 مقاتل استبسلت في الدفاع عنها بلا فائدة واحتلت أبو حمد في 7 أغسطس 1897. كانت الحامية في انتظار مدد لم يأت أبدا وقد علموا بتحرك الطابور الطائر قبل يومين من وصوله. قتل من الأنصار 250 وانسحب أو أسر الباقون. بدأ كتشنر في تحريك زوارق المدفعية عبر الشلال ورغم فقد واحد منها إلا أن البقية - خمسة - قد وصلت أبو حمد بحلول التاسع والعشرين من أغسطس.

### احتلال بربر
بلبل احتلال أبو حمد الزاكي عثمان قائد حامية بربر وقد خاطبه الأمير محمود ود أحمد بأنه سيصل بكامل جيشه لبربر في يوم 11 أغسطس إلا أنه لم يحضر. وخوفا من هجوم وشيك انسحبت الحامية في الرابع والعشرين من أغسطس إلى شندي. ولما وصلت الأنباء إلى هنتر أرسل طوفا من أربعين من الهجانة للإستطلاع. ولما تقدموا بلا مقاومة دخلوا بربر فوجدوها خالية من المقاتلين وأرسلوا إلى هتنر بأنهم قد احتلوا بربر. كان الاحتفاظ ببربر مغامرة كبيرة للقوات الغازية وذلك لطول خط الإمداد من مروي خصوصا وأن الخط الحديدي ل يصل أبو حمد بعد وكان من الممكن للأنصار إبادة أي قوة تتمركز فيها قبل وصول الإمدادات من الخلف. وكانت لبربر قيمة إستراتيجية كبيرة للغراة حيث تساهم في قطع الطريق بين قوات المهدية في شرق السودان وأم درمان وقد فتح الطريق بين بربر وسواكن بعد انسحاب عثمان دقنة من مواقعه في أدراما. لم يقم الأنصار بأي هجوم على المدينة التي عززت حاميتها في سبتمبر بقوة مقدرة.

### استقالة كتشنر وإنشاء عطبرة
استخدم كتشنر زوارقه لقصف قوات محمود ود أحمد في المتمة لعدة مرات في أكتوبر ونوفمبر. وفي 31 أكتوبر وصل الخط الحديدي إلى أبو حمد وفتح خط الإمداد من مصر ليزيل قدرا كبيرا من المخاطر عن بربر ويسهل الدفاع عنها عند الحاجة. وفي نوفمبر ظهرت شلالات غير معروفة عند انحسار النيل على بعد أربعة أميال شمال مقرن نهر عطبرة مع النيل. وأبقى كتشنر الأسطول النهري جنوب الشلال وأنشأ قاعدة أو حصنا عند موقع مدينة عطبرة احتوى على مرسى نهري وقاعدة للصيانة والإمداد. وتطورت لتصبح القاعدة الرئيسية لحشد القوات المتقدمة نحو أم درمان.
في السادس عشر من أكتوبر تقدم كتشنر باستقالته للمندوب السامي اللورد كرومر وذلك لخلافات عميقة مع مدير الشؤون المالية بالقاهرة لاعتراضاته المستمرة على تكاليف الحملة المتزايدة. وبعد اجتماعه مع كرومر وتزويده بالدعم اللازم عاد كتشنر عن استقالته وعاد لقيادة الحملة.
سلم الإيطاليون كسلا للحكومة المصرية وانسحبوا نحو مستعمرتهم في إريتريا في 24 ديسمبر 1897.

### معركة النخيلة
تأخر الخليفة في تحريك القوات الرئيسية من أمدرمان لمواجهة الغزو. وذكر بأن ذلك لاشتداد التنافس بين عثمان شيخ الدين والأمير يعقوب على قيادة الحملة المقترحة مما حدا بالخليفة لإلغائها حلا للخلاف. وأخيرًا تحرك محمود ود أحمد بجيشه من المتمة ووصل العالياب في 18 مارس 1898 وانضم إليه عثمان دقنة بقواته من الشرق. وفي 20 مارس عسكر جيش محمود في النخيلة على نهر عطبرة وأنشأ معسكراً حصينا. تحرك كتشنر بقواته وعسكر في رأس الهودي على بعد 20 ميلا من النخيلة. وبدأ الانتظار حيث انتظر كل من الجيشين تحرك الآخر للهجوم وأرسل كتشنر زوارقه لقصف المتمة حيث دمرت مستودعات الغلال لجيش محمود وحررت 650 من أسرى الجعليين من النساء والأطفال الذين أسروا بعد مذبحة المتمة. وبدأ الجوع يؤثر في جيش الأنصار.
تقدم كتشنر ببطء في الرابع من أبريل وهاجم معسكر محمود في 8 أبريل 1898 وفي معركة استمرت لساعتين اجتاح الغزاة معسكر الأنصار وتشتت كامل جيش محمود ود أحمد البالغ 12000 مقاتل حيث قتل منهم 3000 آلاف وانسحب عثمان دقنة إلى القضارف مع 4000 آلاف رجل وتشتت شمل البقية. وأسر محمود ود أحمد نفسه. مقابل 560 قتيل من الغزاة.

### معركة كرري
قرر الخليفة الدفاع عن أم درمان وبدأ ببناء الطوابي على ضفتي النيل وتجمع الأنصار في أم درمان ليبلغ عداد الجيش 60 ألف مقاتل. تقدم كتشنر حتى وصل أم درمان وبدأ في قصفها وأصاب قبة المهدي بأضرار كبيرة وعسكر في شمال أم درمان. وبعد صبح يوم 2 سبتمبر 1898 زحف الأنصار باتجاه معسكرات الغزاة لتحصد الاسلحة الحديثة والتدريب العالي صفوفهم صفا صفا حتى انجلت المعركة عن خسائر فادحة للأنصار انسحب على أثرها الخليفة جنوبا واحتل كتشنر الخرطوم وأم درمان. عرفت المعركة في السودان بمعركة كرري وعند الإنجليز بمعركة أم درمان.

## التاريخ السياسي

### إتفاقية الحكم الثنائي
في 19 يناير 1899وقعت الحكومتان المصرية والبريطانية على اتفاقية تقضي بالسيادة المشتركة على السودان (الذي سمي بالسودان الإنجليزي المصري) عرفت باتفاقية كرومر- بطرس. اعترفت الإتفاقية «بالجهود المشتركة» ماليا وعسكريا التي قادت إلى فتح السودان. وبالاعتراف بالحقوق البريطانية في السودان المبنية على «حق الفتح». وعليه يرفع العلمان البريطاني والمصري معاً في السودان. قضت الاتفاقية بترشيح حاكم عام من قبل بريطانيا على أن يعين بمرسوم ملكي مصري. وللحاكم العام كل السلطات التشريعية والمالية على البلاد. من الناحية العملية جعلت الإتفاقية السودان دولة مستقلة تحت إدارة الموظفين البريطانيين يعاونهم صغار الموظفين المصريين.

عارض المصريون الوطنيون المعاهدة بشدة لاعتقادهم أن الخديوي قد تنازل عن السيادة المصرية على السودان لبريطانيا.

العلم المصري الذي رفع في السودان.

### حادثة فشودة
كادت الحادثة أن تؤدي إلى نشوب حرب بين فرنسا والمملكة المتحدة، لكنها انتهت بالانتصار الدبلوماسي للمملكة المتحدة. ونتج عنها ظهور ما يسمى متلازمة فاشودة في السياسية الخارجية الفرنسية (التأكيد على النفوذ الفرنسي في الأراضي التي قد تصبح تحت النفوذ البريطاني).ففي عام 1898 تسابق الجيشان البريطاني والفرنسي، لتأكيد ادعاء كل من الدولتين ملكيتها لبلاد السودان والساحل. فقد دخل ج.ب. مارشان الفرنسي جنوب السودان، يقود حملة من الجنود السنغاليين، واستولى على «فاشودة» في يوليو 1898، متزامنا تقريبا مع الغزو الإنجليزي المصري من الشمال. والتقى الجيشان والقائدان في فشودة حتى انسحب مارشان في 3 نوفمبر 1898. وتخلت فرنسا عن دعاواها في أعالي النيل. وبعد الاتفاق الودي في 1904 بين بريطانيا وفرنسا تغير اسم البلدة من فاشودة إلى كدوك لمحو ذكرى الصدام من الذاكرة.

### ضم دارفور
رغم أن دارفور كانت جزءأ من السودان تحت الحكم التركي منذ فتح الزبير باشا لها. وجزءا من الدولة المهدية منذ استسلام سلاطين إلا أن علي دينار أحد أحفاد سلاطين الفور قد استقل بها بعد معركة كرري واحتفظ بعلاقات طيبة مع الحكومة الاستعمارية حتى الحرب العالمية الأولى. حين لمست الحكومة منه استعدادا للدخول في الحرب إلى جانب المحور وتركيا فقامت بغزو دارفور وهزيمته في 22 مايو 1916 وقتل علي دينار بحلول نوفمبر من العام نفسه.

### حركات المقاومة

#### الجنوب
قتل دينكا أجار ضابطاً بريطانيا عام 1901 فأرسلت الحكومة قوات الجيش لتحرق القرى المشاركة وقتلت سلاطينها وصادرت مواشيهم. وتمرد دينكا أتوات على نهر لاو عام 1903 ثم عام 1907 ومجدداً عام 1910 ولم تستقر المنطقة إلا فيما بعد 1917.
أما النيام نيام (الزاندي) فقد ثارو عام 1903 بقيادة السلطان ريكتا ابن سلطان يامبيو وهاجموا فصيلة من الجيش. وقتل السلطان نفسه في عام 1905 إثر هزيمته من الحكومة. والقي القبض على ابن السلطان في 1914 وأبعد إلى الخرطوم حيث توفي عام 1916.
وتمرد الشلك عام 1915 والنوير أعوام 1913 و1914 و1917. والأنواك عام 1913.
ولم يستقر الجنوب حتى عام 1926 حين أخضعت قبيلة التبوسا.

#### جبال النوبة
ظل النوبة مستقلين في معظم تاريخهم. حيث لم تخضع إلا أجزاء محدودة من الجبال للأتراك ومن بعدهم المهديين ولم يخضعوا للمحتلين إلا بعد لأي. حيث ثاروا في جبل الداير عام 1903. وفي جبل براني قرب تلودي عام 1908 وعام 1917 وففي رقيق عام 1910 و1911 وفي هيبان 1911 وتوقوي 1910 والطير الأخضر وكادوقلي وشط الضافية وميري والدلنج ومندال وكاندرو وفاندو وكيلا كيدو وتيمة وسيبي وذلمار وغيرها في أعوام عديدة وحركات متكررة حتى عام 1929.

#### الحركات المهدية
تحرك علي عبد الكريم من أسرة المهدي عام 1900 في أم درمان وادعى المهدية وسمى جماعته «عباد الله» وعرفت أيضا بجماعة «ود الكريم» وحكم عليه وأتباعه السبعة وعشرين بالإبعاد وسجن بحلفا حتى مات بعد الحرب العالمية الأولى.
وسبقه من البرنو الفكي محمد الخزين عام 1902 وقد إدعى المهدية وأعدم.
ثم ثار عبد القادر ود حبوبة عام 1908 في الحلاوين بالجزيرة وأعدم في 17 مايو 1908 في حلة مصطفى سوق الحلاوين الرئيسي. ثم ثار أحد أتباعه الفكي عكاشة أحمد بكردفان عام 1912 وقبض عليه وأعدم.
ثم قبض على عبد الوهاب بجزيرة تنقاسي عام 1908 وهو يخطط لإعلان المهدية أيضاً. ودعى الفكي نجم الدين الأهالي في سنار للثورة على أسس دينية في عام 1910 وأعدم أيضاً.

#### النبي عيسى
بعد هزيمة المهدية حاول الكثيرون البناء على إرث الثورة المهدية فإدعى العديدون أنهم نبي الله عيسى الذي أرسل لقيادة المؤمنين بعد المهدي. فقد أعلنها محمد ود آدم في سنار وهاجم قوة للبوليس أرسلت للقبض عليه فقتل منها وقتل هو نفسه في الاشتباك. وبنفس الدعوى قام الشريف مختار ود الشريف عام 1910 من الشنابلة وقبض عليه وأعدم. وهو نفس العام الذي إدعى فيه فكي مدني بالنيل الأبيض نفس الدعوة. ثم أعلن أحمد عمر من الفلاتة من سوكوت بدارفور نفس الدعوى وأعدم عام 1915. ثم أدعاها ابن اخت المهدي محمد السيد حامد في مديرية الفونج عام 1919 وأعدم أيضاً.

### ثورة 1924 وانحسار النفوذ المصري في السودان
بعد فشل ثورة عام 1919 في مصر غير السلطان لقبه إلى «ملك مصر» بدلاً عن «ملك مصر والسودان» في دلالة رمزية على اسقاط مطالباته بالسيادة على السودان بضغط بريطاني.
استمر تمركز عدد من الوحدات العسكرية المصرية في السودان حتى سحبها بعد اغتيال السير لي ستاك الحاكم العام للسودان في القاهرة. حيث أمهلت بريطانيا مصر 24 ساعة لسحب قواتها وموظفيها من السودان وأخمدت حركة عسكرية سودانية محدودة قامت بها الكتيبة الحادية عشرة السودانية وهي الأحداث التي عرفت في السودان بثورة 1924.
بعد ثورة 1925 لم يعد لمصر إلا النفوذ الاسمي الذي يمثله رفع علمها في السودان. خصوصا بعد تكوين قوة دفاع السودان في 17 يناير 1925 لتحل محل القوات المصرية في الدفاع عن السودان. وانحصر تمثيلها في السودان بمكاتب الري المصري لإدارة خزان جبل أولياء وجمع البيانات عن النيل. ونتج عن ذلك انهيار
الحكومه المصرية في السودان
نظرياً استمرت معاهدة 1899 بلا تغيير حتى استبدلت بمعاهدة 1936 بين شريكي الحكم.

## إدارة البلاد
انخفض عدد سكان السودان أثناء الثلاثة عشر عاما التي حكمه فيها المهديون إلى ثلاثة ملايين نسمة من ثمانية ملايين كنتيجة للحروب والمجاعات التي اجتاحت البلاد. وانتشر العوز وانعدم الأمن. لم توجد مدارس بالمعنى المفهوم أو مستشفيات أو محاكم. وخلت البلاد من الكوادر المؤهلة للخدمة المدنية أو أي نوع من العمل العام. وانخفض التبادل التجاري إلى مستويات دنيا. كل مؤسسات الدولة كان يجب أن تنشأ من الصفر. لخص كرومر خطة إدارة البلاد: «حسن الإدارة وزيادة عدد السكان وتطوير المواصلات وتوفير المياه وزراعة القطن ووفرة الوقود الرخيص» وأضاف ونجت «إنشاء نظام مبسط للتعليم»

### إدارة مديرية دنقلا
كانت دنقلا أول المديريات التي تمت إعادة احتلالها وبالتالي شهدت قيام أول إدارة مدنية في ظل الحكم الثنائي. تجول الجنرال هنتر من القوات الغازية في أرجاء المديرية وأنشأ أحد عشرة وحدة إدارية وعين مأموراً على رأس كل منها يعاونه ضابط شرطة وستة عشر شرطيا منهم أربعة راكبون. سلح هنتر المآمير الجدد بتعليمات مفصلة حول واجباتهم والتحديات التي سوف يواجهونها وطرق التعامل مع الأهالي. ومنها:
- إن وظيفتك الجديدة هي وظيفة هامة ومسؤولة.
- تذكر أنك تمثل حكومة عادلة ورحيمة فعليك ان تكون مثالاً للعدل يسعى إليه المواطنون لرفع الظلم عنهم
- يجب أن تعمل بكل ما في وسعك لتكسب ثقة واحترام المواطنين
- تذكر أن المواطنين قد تخلصوا حديثا من اضطهاد نظام طاغ وظالم أصل فيهم شعور الخوف. وعليه يجب أن تشعر الأهالي ببزوغ عهد جديد من العدل والمعاملة الكريمة وفي نفس الوقت يجب أن تتعامل مع الجرائم والمجرمين بحزم وقوة يجعلها من ذكريات أيام الدراويش
- سيحاول الأهالي رشوتك! يجب أن ترد الرشى بصورة حاسمة وقطعية. وأن يفهم الأهالي أن الرشى لن تجلب عليهم سوى العقوبات. لا يجب أن يؤخذ أي شيء من الأهالي دون دفع مقابله.
- إذا ثبت أنك أو أي من موظفيك قد أخذ أي «بقشيش» من المواطنين (هكذا وردت في النص الإنجليزي) فسوف يتم فصلك وتقديمك لمحاكمة عسكرية
- عليك أن تشجع التوسع في الزراعة في منطقتك
- عليك أن تحارب إساءة معاملة النساء
- يمكنك معاقبة المستحقين بما لا يتجاوز يوما واحدا في الحبس. لعقوبات أكبر يجب عليك إحالة الأمر لأقرب سلطة عسكرية
- يمكنك رفع أي إشكال لأقرب قائد عسكري لمنطقتك ويجب عليك العمل بتوجيهاته

### مبادئ كتشنر لإدارة السودان
أعتمد نظام لا مركزي للإدارة وعين كتشنر حاكما عاما يعاونه ثلاثة من السكرتيريين: إداري وينوب عن الحاكم العام، قضائي ومالي ومدير للمعارف (التعليم). وقسم السودان إلى ست مديريات: دنقلا، بربر، كسلا، سنار فشودة والخرطوم. وعين ضابط إنجليزي على رأس كل مديرية. وقد احتفظ الإنجليز بالوظائف العليا في الحكومة حتى مستوى مفتشي المراكز وخصصت الوظائف الأدنى للمصريين من مستوى المآمير. في 1899 أصدر كتشنر الخطوط العامة لإدارة السودان:
1. بإزالة حكم الدراويش تتاح لنا الفرصة لإقامة نظام إداري متوافق مع متطلبات السودان.
2. القوانين واللوائح الضرورية للحكم ستصدر تباعا حسب الحوجة ولكن الهدف ليس تدبيج القوانين والأطر بقدر ما هو الحكم الرشيد للبلاد
3. يجب إرساء الأطر القانونية تدريجيا والتأكد من الالتزام التام بها في جميع أنحاء البلاد والتزام العدل مع الابتعاد عن كل ما يمكن أخذه كدلالة على ضعف الحكومة
4. مهمتنا الأولى هي كسب ثقة المواطنين وتنمية ثرواتهم والارتقاء بهم:
  1. على الموظفين التنفيذيين الإتصال بالطبقة النافذة من المواطنين ومن خلالهم يمكننا التأثير على كل الشعب.
  2. على مدراء المديريات والمفتشين الاحتفاظ بصلات مباشرة مع الشخصيات المؤثرة في مناطقهم وكسب ثقتهم والاهتمام بمصالحهم الشخصية ورفاههم
  3. على الموظفين الاهتمام بتقدم البلاد وإثراء المتصلين بهم من المواطنين ويجب أن تدلل تصرفاتهم الشخصية على ذلك
  4. يجب أن يعلم المواطنون أننا نتوقع منهم الصراحة والصدق لا الكذب والتملق
5. يجب مراعاة المشاعر الدينية واحترام الإسلام
6. يعاد بناء المساجد في كل مدن البلاد ولا يسمح ببناء القباب أو الزوايا أو التكايا والمساجد الصغيرة منعا لاستخدامها في نشر التعصب وتعالج طلبات بنائها على المستوى المركزي
7. الرق غير معترف به، إلا أننا لن نتدخل ما دام الأرقاء يؤدون خدماتهم طوعا لسادتهم. وسنتدخل بحزم عند إساءة معاملة الأرقاء من قبل السادة

### محاور الإدارة
حددت إدارة الاحتلال التحديات الملحة بالآتي:
- ملكية الأرض وتسجيل الأراضي: أرسي نظام قانوني لتسجيل الأراضي والفصل في نزاعات الملكية الموروثة من المهدية. وانتشر المآمير والمفتشون في البلاد يقومون بمسح وتسجيل الأراضي وإصدار سندات الملكية. لم يتم منح أي أراض للأجانب أو تنزع أي ملكيات كما حدث في مستعمرات إنجليزية أخرى.
- إنشاء نظام ضريبي فعال ومناسب: تبنت الحكومة نظام ضرائب بسيط غير تزايدي. حيث أصدر الأمر بتحديد الضرائب على الأراضي الزراعية وأشجار النخيل والقطعان. وتجنبا لإرهاق الأهالي (أو إغضابهم) فقد خول الموظفون المحليون لإعفاء الضرائب حال الإعسار أو الجدب. ومنع تحصيل الضرائب إن أدى للإعسار أو الإضرار البالغ بالمواطنين.
- العدل والقانون: بني قانون العقوبات السوداني على القانون الهندي بعد مراجعته والتأكد من صلاحيته للتطبيق في السودان.
- الصحة العامة
- التعليم

### النظام القانوني
أسس البريطانيون القانون السوداني على القوانين الهندية بعد تعديلها لتناسب أعراف وتقاليد البلاد. وقد اسست القوانين الهندية بدورها على ما يعرف بقوانين «ماكولي» وهو نائب بريطاني اعترض على فكرة نسخ القوانين الإنجليزية للمستعمرات كما فعل البريطانيون في أستراليا وكندا على سبيل المثال. حيث احتج بأن القانون الإنجليزي لا يصلح للتطبيق الأعمى في بلاد تختلف حضاراتها ومعتقداتها وبيئتها عن إنجلترا. فقام بإعداد القانون الهندي ملتزما بمبادئ القانون الإنجليزي العامة وبانيا على القانون المغولي الإسلامي السائد في الهند قبل استعمارها.
ولم يكن في السودان قبل ذلك من التجارب القانونية ما يمكن أن يستهدى به لتنظيم العلاقات والمؤسسات في دولة حديثة. حيث حكم السودان بقوانين محلية هي مزيج من الأعراف السائدة والشريعة الإسلامية كما فهمها وفسرها فقهاء الحقبة. حيث أورد ود ضيف الله في الطبقات امثلة وضح فيها تغلب العرف على الشريعة في عهد الفونج حتى كاد يختفي أثرها من القانون السائد.
قام المستعمرون بإصدار عدد من القوانين المنظمة للعديد من أوجه الحياة بالسودان، مثل قانون العقوبات والإجراءات الجنائية (1899) وقانون تسوية الأراضي (1899) وقانون نزع الملكية وقانون الشفعة المستهدي بالشريعة الإسلامية. ثم قانون الأوراق المالية (1917) وقانون إشهار الإفلاس (1918) والشركات المساهمة (1925) وإبادة الجراد (1907) والمواد الغذائية والضروريات (1926) وقانون القوارب (1907) وقانون الرخص (1922) وقانون المكوس (1924).
ارتبطت القوانين السودانية بالعرف السوداني إلى حد كبير حيث رفض القضاة السودانيون الاستناد إلى السوابق الإنجليزية في مرات عديدة لمخالفتها للواقع والمجتمع السوداني.
وفي عام 1958 ترأس القاضي السوداني محمد أحمد أبو رنات لجنة مراجعة القوانين في شمال نيجيريا وأوصت اللجنة بتطبيق القانون السوداني بعد تطويعه ليوافق الواقع المحلي في المنطقة.

### الإدارة الأهلية
بحلول عام 1919 كان الأمن والنظام قد استتب في جميع انحاء السودان وبدأ الإنجليز بالتفكير في وضع أقصى ما يمكن من سلطات في يد الزعامات المحلية من الشيوخ والعمد تحت إشراف الموظفين المدنيين بهدف تقليل العبء على الوافع على موظفيهم وزيادة الفعالية وترشيد نفقات إدارة البلاد. وفي 1928 أعطي شيوخ القبائل سلطات قضائية. وقد قم الإنجليز بدعم الشيوخ ماديا وإسباغ الهيبة عليهم سواء بالمال أو غيره كتعليم أبنائهم وتوزيع كساوي الشرف عليهم. ووسعت مسؤولياتهم لتشمل الاهتمام بالمنشئات المحلية والطرق.

### الموقف المالي
اعتمدت حكومة السودان الاستعمارية على الحكومة المصرية في تمويل أنشطتها وقد تزايدت الإيرادات السودانية حتى فاقت المنصرفات في عام 1912 تقريباً. وهذا باستثناء عائدات الجمارك السودانية المتحصلة عبر الموانئ المصرية. وفي عام 1941 وافقت الحكومة السودانية على دفع مبلغ 5,414,525 جنيه استرليني للحكومة المصرية كقيمة عادلة لكل المنصرفات المصرية في السودان منذ إعادة احتلاله. أمابالنسبة للحكومة البريطانية فلم يعتبر السودان مستعمرة ولم يتحمل دافع الضرائب البريطاني أي تكاليف متعلقة بالسودان ولم تعد عليه أي عائدات مباشرة.

### التجارة الخارجية
في ما قبل عام 1900 تكونت صادرات السودان بشكل أساسي من: الصمغ العربي، ريش النعام، العاج والمطاط الهندي. كان الصمغ العربي هو أكثر هذه الصادرات أهمية وقد انخفض كثيرا من جراء القيود التي وضعها المهديون على التجارة فانخفض حجم الصادر من 151 ألف قنطار قبل الثورة إلى 42 ألف قنطار في 1899 ثم ارتفع إلى 220 ألف قنطار في 1902.شهدت السنين الأولى من الحكم عددا من الاستثمارات الفاشلة التي أدت بعدد من المغامرين الأوروبيين إلى الإفلاس، مثل إنتاج الورق من نباتات السدود أو محاولة إنتاج الفحم من نفس النباتات أو المحاولات الفاشلة للبحث عن الذهب. وسرعان ما اتضح أن طريق السودان إلى الرفاه والسعة يكمن في زراعة السهول الطينية المنبسطة التي تغلب على أراضيه.
ارتفعت قيمة الصادرات السودانية إلى 7.5 مليون جنيه استرليني بحلول 1919 من مجرد 500 ألف جنيه في 1908.

### زراعة القطن وإنشاء مشروع الجزيرة
ذكر عدد من المسافرين الأوروبيين إمكانية ري أراضي الجزيرة المنبسطة بين النيلين. حيث تتمتع الأراضي بانحدار طبيعي طفيف من الجنوب إلى الشمال مما يمكن ريها من خزان صغير يقوم على النيل الأزرق. إلا أن أول تقرير جدي أصدره عام 1904 السير ويليام جاريستن. وأشار فيه إلى أن الأراضي مناسبة ونعداد السكان كف للقيام بمشروع زراعي يروى من خزان على النيل.حتى ذلك الوقت كان القطن بعيداً عن الأذهان وصيغ التقرير أعلاه بغرض زراعة الحبوب. وكما ذكر السير ونجت في تقرير عام 1903 فإن السودان هو المصدر الحقيقي للقطن المصري وأن بذور القطن التي جلبها المسيو جومل إلى مصر كانت في الأساس من حديقة أحد الموظفين في السودان. وفي تلك السنة بدأت تجربة زراعة القطن في دلتا طوكر ودلتا القاش في شرق السودان وجاءت بنتائج مبشرة.
استثمر الأمريكي لي هنت في زراعة القطن بالزيداب شمال الخرطوم بنجاح كبير عام 1904 وأنشأ شركة السودان للمزارع التجريبية.في عام 1908 قام مدير الري مستر دوبويس بكتابة مذكرة عن الري بالقنوات في الجزيرة تبعتها دراسات مساحية حقلية مكثفة أكدت جدوى المشروع ووجهت بإنشاء الخزان قرب سنار. وقدر بان المشروع يمكنه ري حوالي 3 ملايين فدان. زار رفد من اتحاد منتجي القطن السودان في 1910 وأبدوا اهتماما كبيرا بفكرة مشروع الجزيرة. وقدم ونجت الحاكم العام طلبا للبرلمان البريطاني لضمان قرض مقداره 3 ملايين جنيه استرليني لصالح المشروع، وافق البرلمان وأصدر قانون قرض حكومة السودان لعام 1913، رفعت بتعديلات لاحقة إلى 13.5 مليون جنيه.
تواصلت تجارب زراعة القطن حيث زرع في مشروع طيبة (6000 فدان) سنة 1914. ووبدأت الأعمال التحضيرية للخزان في نفس العام إلا أن اندلاع الحرب العالمية الأولى آخر المشروع فلم يكتمل التصميم إلا في عام 1919.

### تعمير الخرطوم
أنشات المباني الحكومية على واجهة النيل الأزرق في الخرطوم قرب سراي الحاكم العام (القصر الجمهوري حالياً) ومساكن الموظفين في المنطقة المحيطة. استمر الحاكم العام وموظفو الحكومة في السكن بامدرمان والانتقال إلى الخرطوم بالمعدية يوميا حتى عام 1904. كانت أول المباني اكتمالا هي القصر ومباني السكرتاريات (الوزارات الحالية) والمسجد الكبير وبنك باركليز (الخرطوم حاليا) وبنك مصر وثكنات الجيش. تواصل العمل على بناء كلية غردون حتى اكتمل في عام 1905 الذي شهد افتتاح خط الترام البخاري.

### خط التلغراف
بحلول 1905 بلغت خطوط التلغراف ما يقارب الأربعة آلاف ميل في الطول ووصلت حتى التونج وواوو قام 73 عاملا بالطواف على الخطوط بصورة مستديمة للقيام باعمال الصيانة.

### الملاحة النهرية إلى الجنوب
عملت الحكومة على تطهير مجرى النيل وفتح الممر النهري عبر منطقة السدود بقيادة بيك وماثيوز مستعينين بعدد من المراكب البخارية وفريق من المساجين. ونجحوا في تطهير المسار حتى الرجاف وواو في عام 1903 واحتفظت الحكومة بالخط النهري مفتوحا باستمرار أعمال التطهير.

### السكة حديد
بدأ إنشاء السكة حديد لدعم الحملة العسكرية لغزو السودان. ووصل خط السكة حديد إلى الحلفايا بالخرطوم بحري في 30 ديسمبر 1899. بلغ طول الخط الحديدي 779 ميلا بالوصول إلى بحري. وفي عام 1904 بدأ إنشاء الخط الواصل إلى بورتسودان في البحر الأحمر للاستعاضة عن التصدير والاستيراد عبر بورسعيد. أفتتح الخط الحديدي لبورتسودان عام 1905 وبدأ الميناء في استقبال السفن التجارية عام 1907 وتم افتتاحه رسميا في عام 1909.تم افتتاح كبري الخرطوم بحري (القوات المسلحة حاليا) كبري كوستي في عام 1910. مما أوصل السكة حديد لقلب الخرطوم ومهد لإيصالها لمدينة الأبيض في كردفان التي وصلها في عام 1911 (دارفور لم تكن جزءا من البلاد آنذاك). وقد بلغ عدد محطات السكة حديد 108 محطة وطول الخط 1500 ميل.

### التعليم
بدات الحكومة العمل على التعليم من الصفر تقريبا. فلم تكن بالبلاد سوى مدرستين بسواكن ووادي حلفا حسب المنهج المصري. كانت أولى العقبات هي توفير المعلمين للمدارس الجديدة وتم استقدام معلمين أجانب لسد النقص حتى تخرجت الدفعات الأولى من الطلاب الذين تم تدريب بعضهم كمعلمين في معاهد فتحت خصيصاً لهذا الغرض.

### الري
ابتعثت الحكومة المصرية السير ويليام جارستين مستشار وزارة الاشغال العامة المصرية لاستكشاف نهر النيل ودراسة اساليب التحكم في مياهه وتأمين امدادات المياه لمصر. تم نشر تقريره في كتاب عام 1904. وشكل هذا التقرير اساس أعمال التحكم في النيل دون تعديل يذكر. حيث اقترح المشاريع الاتية:
- مشروع خزان للتحكم في بحيرة ألبرت.
- ترويض بحر الجبل (النيل الأبيض) في منطقة السدود وهو مشروع القناة المعروفة بقناة جونقلي.
- خزان على النيل الأبيض قرب مقرن النيلين وهو خزان جبل أولياء جنوب الخرطوم.
- خزان على النيل الأزرق قرب سنار لري الجزيرة وهو خزان سنار.
- خزان للتحكم في بحيرة تانا في إثيوبيا.

في ما عدا خزان سنار الذي يروي مشروع الجزيرة هدفت كل المقترحات أعلاه لتوفير المياه لمصر.

### إنشاء كلية غردون
بعد شهرين فقط من معركة كرريدعى كتشنر لإنشاء مؤسسة للتعليم العالي في السودان تخليدا لذكرى الجنرال غردون ودعى العموم البريطاني للتبرع بمائة ألف جنيه استرليني للمشروع. استجاب البريطانيون وجمعوا 120 ألف حنيه في ستة أسابيع. ووضه اللورد كرومر حجر الأساس للجامعة في 5 يناير 1899. صاحب إنشاء الكلية كثيرا من الاعتراضات بدعوى أنها مضيعة لأموال كان من الأجدى إنفاقها على زيادة المدارس الأولية. إلا أن كتشنر أثبت بعد نظره في إنشاء الكلية التي أسهمت بشكل كبير في نشر الوعي في السودان وتطورت لتصبح جامعة الخرطوم الحالية.

### الخدمات الصحية
فتحت في عام 1901 مستشفيات صغيرة في كل من: أم درمان، الخرطوم، وادي حلفا، بربر، دنقلا، سواكن وكسلا. وبنيت مستشفيات كبيرة في الخرطوم وعطبرة وبورتسودان في 1909.
بدأ التوسع الكبير في حوالي عام 1920 عندما بدأ إنشاء مستشفيات وادي حلفا، كسلا، كلكال، سنار، الحاج عبد الله وجبل أولياء. وافتتحت مدرسة القابلات بأمدرمان.
أنشأت بريطانيا نظاما إداريا متقدما في شمال السودان وأقامت مشاريع اقتصادية كبيرة مثل مشروع الجزيرة لإنتاج القطن وتصديره لبريطانيا.
وفي الجنوب كانت السيطرة البريطانية أقل منها في الشمال حيث تركت السلطة في يد عدد من المسؤولين المدنين الذين أطلق عليهم لقب البارونات الحشرات Bug Barons بسبب سلطتهم شبه المطلقة على مساحات كبيرة في أدغال الجنوب.
على الرغم من الخلافات المتزايدة بين المصريين والوطنيين السودانيين الذين يطالبون بإنهاء السيادة البريطانية على السودان إلا أن الحكومة المصرية وقعت اتفاقية مع بريطانيا العظمى في عام 1936 التي أكدت بين بنودها اتفاقية 1899.
في عام 1946 وبعد الحرب العالمية الثانية تفاوضت مصر وبريطانيا بشأن تعديل وتنقيح معاهدة عام 1936، وطالبت الحكومة المصرية بريطانيا بالانسحاب من السودان، واقترح البريطانيون بعض التعديلات على الوضع وقتذاك ولكن المفاوضات أفضت إلى طريق مسدود.

## الطريق نحو الاستقلال
في 19 يونيو 1948 وبعد مشاورات مع بعض المسؤولين في شمال السودان أعلن الحاكم العام في السودان عن عمل مجموعة من الإصلاحات لإعطاء شمال السودان الخبرة في الحكم الذاتي وذلك لاتخاذ المتطلبات الأساسية للقرارات المتخذة بشأن الحالة السياسية النهائية للسودان وتم انتخاب مجلس الشعب الجديد في نوفمبر وقام المؤيدون للاتحاد مع مصر بعد تأكدهم من عدم إمكانية النجاح بمقاطعة الانتخابات في ديسمبر 1950. طالب مجلس الشعب السوداني بريطانيا بإعطاء السودان استقلال تام في العام 1951.
فيما بين 1950 و1951 استمرت الحكومة المصرية في مطالبة بريطانيا بالانسحاب من السودان. في أكتوبر 1951 شجبت الهيئة التشريعية السودانية اتفاقية السيادة المشتركة بين مصر وبريطانيا ومعاهدة 1936. وفي نفس الشهر قام مصطفى النحاس بإلغاء معاهدتي 1936 و1899 من جانب واحد. ولم تعترف بريطانيا بهذا الإلغاء. تم استئناف المفاوضات المصرية والبريطانبة بخصوص الوضع في السودان وذلك بعد تنازل الملك فاروق عن العرش بعد ثورة يوليو 1952.
في 21 فبراير 1953 وقعت الحكومتان اتفاقية يتم بمقتضاها منح السودان حق تقرير المصير في خلال ثلاث سنوات كفترة انتقالية تطبيقا لبنود الاتفاق. تمت أول انتخابات نيابية في السودان في أواخر عام 1953ً وتم تعيين أول حكومة سودانية وذلك في 9 يناير 1954 وكانت في معظمها من الشماليين.
في 19 أغسطس قامت وحدات من الجيش السوداني الجنوبي بالتمرد وتم القضاء على حركة التمرد عن طريق الجيش.
في 30 أغسطس وافق البرلمان على إجراء استفتاء عام لتحديد مستقبل البلاد السياسي وفي نفس الوقت وافقت بريطانيا على الانسحاب من السودان في 12 نوفمبر 1955.
في 19 ديسمبر أعلن البرلمان السودان كدولة مستقلة بعد إجراء الاستفتاء العام. وقد أعلنت جمهورية السودان رسميًا في 1 يناير 1956. وقد أصبح السودان عضوًا في جامعة الدول العربية في 19 يناير، وفي الأمم المتحدة في 12 نوفمبر من نفس العام.